# Barbara Strehblow
Barbara Strehblow (geb. 5. November 1927 in Hirschberg im Riesengebirge, Provinz Niederschlesien; gest. 27. Mai 1996 in Efringen), geborene Rauthe, besser bekannt unter ihrem Pseudonym Erle Bach, war eine deutsche Schriftstellerin, Journalistin und Kulturreferentin. Sie lebte in Efringen-Kirchen. Sie war Leiterin des Arbeitskreises Archiv für schlesische Mundart in Baden-Württemberg.
Der Grabstein der Schriftstellerin wurde von ihren Kindern nach Špindlerův Mlýn gebracht, wo er am 11. Juni 2016 neben einer dreisprachig angefertigten Messingplatte enthüllt wurde. Die Initiative konnte dank der freundlichen Unterstützung der hiesigen Baudenbesitzerfamilie zustande kommen.

## Werke (Auswahl)
- Die Knoblauchschmiede. Rautenberg 1977.
- Matka mit den bloßen Füßen. Erzählungen. Rautenberg 1980.
- Brieger Gänse fliegen nicht. Rautenberg 1982.
- Der Baudenzauber. Heitere Geschichten aus dem Riesengebirge. Husum 1990.
- Dieser Frühling. Künstlergilde e.V. Esslingen am Neckar 1991 (Esslinger Reihe 18).
- Oberschlesien in Farbe. Vom Sudetenland zur oberschlesischen Platte. Würzburg: Kraft Verlag 1991 (zahlr. Ill.).
- Das alte Hirschberg zwischen Handel und Poesie : eine 700jährige Stadt im Herzen Europas im Spiegel ihrer Geschichte. Husum 1992.
- Riesengebirge: Rübezahls böhmisch-schlesisches Reich (mit Pavel Vacha). Würzburg: Kraft Verlag 1993 (überwiegend Ill.).
- Niederschlesien. Vom Eichenblatt und Götterberg (mit Markus Dworaczyk). Würzburg: Flechsig Verlag 1994 (mit 96 farbigen Großfotos).
- In ihrem Atem schläft die Zeit. Eine Suche nach Quellen, Wurzeln und Herkunft. Husum 1995.

## Auszeichnungen
- 1964 Goldene Ehrennadel des Wangener Kreises – Gesellschaft für Kunst und Literatur DER OSTEN, für die schlesische Woche
- 1974 Erzählerpreis für Humor vom Ostdeutschen Kulturrat für Die Knoblauchschmiede
- 1977 Erzählerpreis von der Stiftung Ostdeutscher Kulturrat für den Beitrag Der Sommer der Eidechse
- 1988 Bundesverdienstkreuz am Bande für Völkerverständigung, Verdienste um die schlesische Kultur, Hirschberger Stickerei und Mundart
- 1988 Verdienstmedaille des Patenschaftswerkes Hirschberg-Alfeld, für die historische Ausarbeitung Das alte Hirschberg zwischen Handel und Poesie
- 1988 Ehrengabe der Heimatgemeinde Efringen-Kirchen
- 1988 Ehrengabe des Wangener Kreises – Gesellschaft für Literatur und Kunst DER OSTEN e.V.
- 1990 Ehrenmedaille vom Kuratorium für die Patenschaft Hirschberg Kreis und Stadt für besondere Verdienste um die Pflege der Erinnerung an die Heimat (Alfeld/Leine)
- 1993 Schlesierschild der Landsmannschaft Schlesien in Bonn (Laudatio: Frau Dr. Idis Hartmann)
- 1994 Medaille für Verdienste um die Heimat Baden-Württemberg (Laudatio: Regierungspräsidentin Gerlinde Hämmerle)
- 1994 Marschallstab Friedrichs des Großen – BdV-Kulturpreis in Nienburg a.d. Weser (In Anerkennung ihres Engagements für die Ostdeutsche Heimat und ihr Bemühen um Erhaltung und Sichtbarmachung ostdeutschen Kulturerbes und seine Erbringung in das Vorhandene der neuen Heimat)
- 1994 Urkunde von der Leitung des Krankenhauses Bolnica za reumatske bolesti i rehabilitaciju in Krapinske Toplice für humanitären Beitrag